# Setge de Sant Felip
El Setge de Sant Felip fou un dels episodis de la Guerra anglo-espanyola de 1779 - 1783.

## Antecedents
Des de la Conquesta austriacista de Menorca, l'illa va romandre en mans britàniques tot i puntuals dominis francès, i en 1781 l'illa fou atacada pels espanyols.
França va reconèixer la independència dels Estats Units i va entrar en guerra amb el Regne Unit, i els primers anys, Espanya es va mantenir neutral, oferint-se com a mediador entre les parts, que fou rebutjada pel Regne Unit, i pel Tractat d'Aranjuez, Espanya va entrar en guerra per recuperar els territoris europeus de Gibraltar i Menorca, i els americans de les Florides i l'Hondures Britànica.
La principal fortificació de l'illa, el castell de Sant Felip, ja havia patit un setge el 1756. El 1781 en començar el setge s'hi aplegaria la guarnició anglesa excepte les guarnicions de Ciutadella del capità Butler i de Fornells del tinent Schmidt que foren capturades en la seva totalitat. Així caigueren capturats 2 oficials, 3 sotsoficials i 65 soldats.

## El castell de Sant Felip
El castell de Sant Felip era originàriament un fort hispànic. En passar l'illa a domini anglès el fort va ser molt remodelat.
El fort era una fortalesa de primer ordre. Estava profusament artillat i comptava amb:
- 7 morters de 13 polzades.
- 8 morters de 8 polzades.
- 18 "Royels"
- 24 "Coehorn"
- 8 Obusos
- 24 canons de 32 lliures
- 3 canons de 24 lliures
- 56 canons de 18 lliures
- 52 canons de 12 lliures
- 58 canons de 9 lliures
- 57 canons de 7 lliures
- 1 canó de 4 lliures
- 22 canons 3 lliures o menys

La guarnició del castell era la següent:
- Regiment 51: 5 capitans, 11 subalterns, 27 sotsoficials i 482 soldats.
- Regiment 61: 8 capitans, 15 subalterns, 27 suboficials i 448 soldats.
- 2n batalló del regiment hannoverià de Prinz Ernst: 4 capitans, 12 subalterns, 16 sotsoficials i 419 soldats.
- 2n batalló del regiment hannoverià de Goldacker: 3 capitans, 11 subalterns, 16 suboficials i 435 soldats.

- Dues companyies i mig d'artillers: 153 artillers.
- Infants de marina: 546.
- Voluntaris: 12.
- Cos d'alexians, grecs, turcs i corsos: 73.
- Altres voluntaris: 29.
- Minadors: 38.

Total 2.635 homes.

## El setge
Un exèrcit espanyol de vuit mil homes comandat per Louis Des Balbes de Berton de Crillon, el duc de Crillon desembarcà a Cala Mesquida, a Menorca el 19 d'agost de 1781,. L'exèrcit hispànic era compost per 7.848 infants i 200 dragons. Es tractava dels següents regiments:
- Brigada de Granaders i Caçadors
  - Burgos
  - Murcia
  - América
  - Princesa
  - Saboya
  - Ultonia

- Brigada de Saboya
  - Saboya
  - Ultonia
  - Princesa

- Brigada de Burgos
  - Burgos

- Brigada de Murcia
  - Murcia

- Brigada de América
  - América

i el regiment 1º de Cataluña 
i comptaven amb un tren d'artilleria format per 4 canons de bronze de 24 lliures, 12 de broonze de 12 lliures, 26 de bronze de 4 lliures, 12 morters de 12 lliures i 6 morters de 9 lliures. Però el general James Murray amb la seva guarnició britànica de 2.700 homes, molts d'ells malalts, rebutjà un suborn, i se sotmeté a un llarg setge al Castell de Sant Felip amb l'arribada de quatre mil soldats espanyols de reforç, el 5 de febrer de 1782, finalment es rendí.

## Conseqüències
La conquesta espanyola fou reconeguda oficialment l'any 1783 i el rei Carles III d'Espanya va ordenar en 1783 que el demolissin i avui només en queden runes, i molts dels carreus del castell van ser transportats en barques a l'altre costat de la bocana del port, on van ser utilitzats per a la construcció del Llatzaret de Maó a l'illa de Llatzeret. Es poden visitar els túnels excavats, una bateria de canyons del segle xviii i les restes dels murs. No obstant això, poden visitar-se les ruïnes i part de les galeries subterrànies del castell, encara prou impressionants per donar una idea del que va ser Sant Felip en els seus moments d'esplendor.
Els britànics van conquerir l'illa per tercera vegada el novembre de 1798 durant les Guerres de la Revolució Francesa, però en signar-se el Tractat d'Amiens el 1802, Menorca seria retornada a Carles IV d'Espanya.